# Schienentraktor

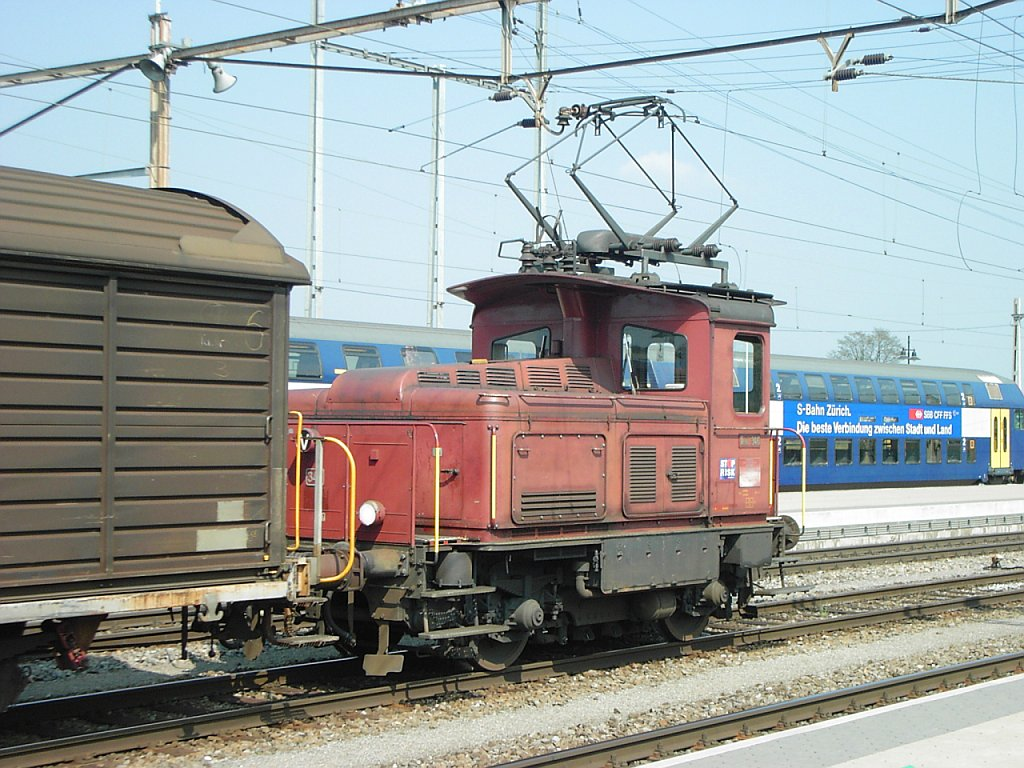
Zweikraft-(Rangier-)Traktor SBB Tem ^{III}346

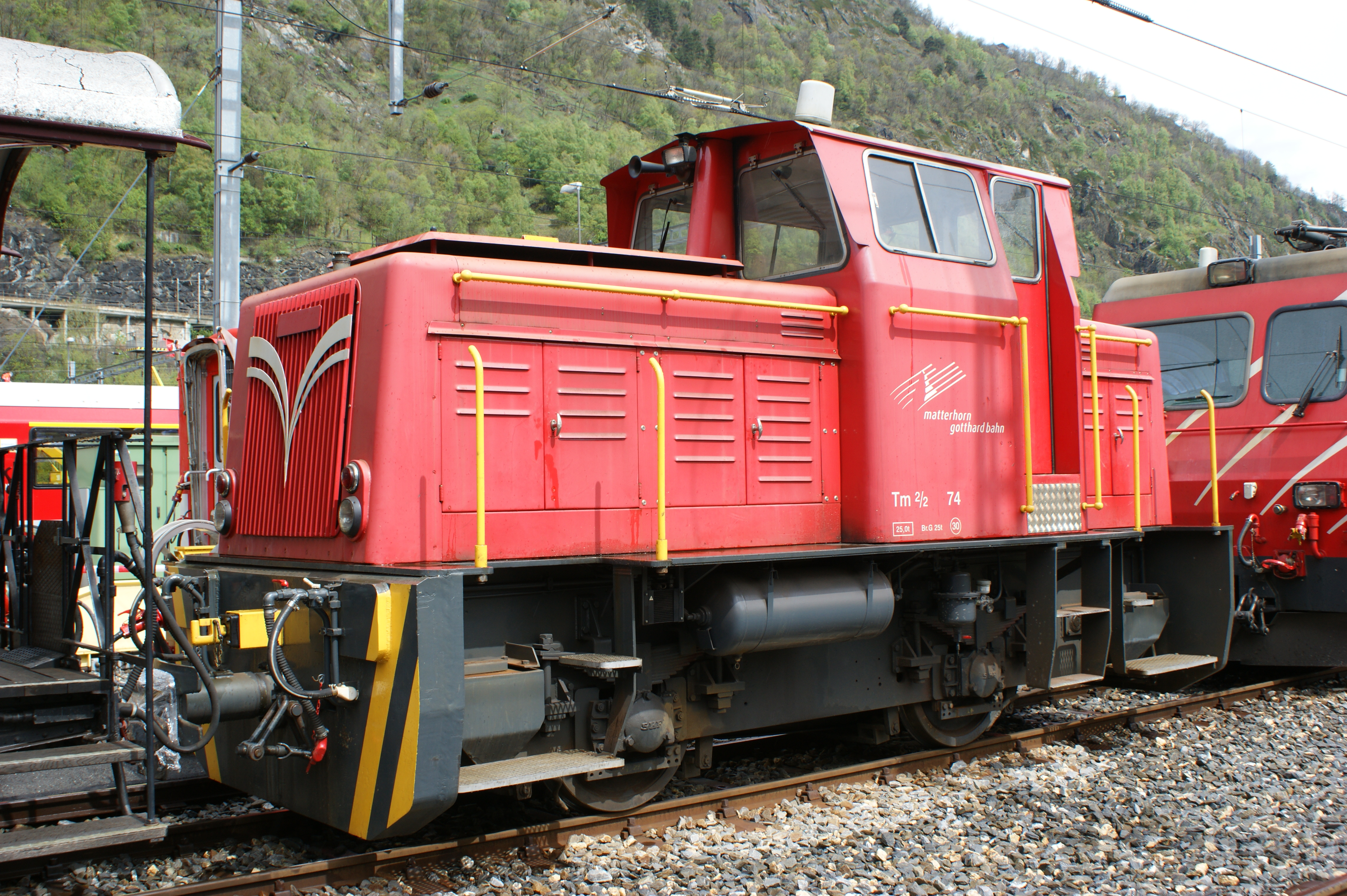
Deutsche Kleinlok als Schienentraktor in der Schweiz: MGB Tm 74 ex DB 333 901 ex Kerkerbachbahn 18

Ein Schienentraktor, auch Schienenschlepper und im Besonderen Bautraktor genannt, dient als kleines autonomes Fahrzeug für verschiedene Dienste von Eisenbahnbetrieben.

## Beschreibung
In der Regel haben Schienentraktoren einen Dieselmotor, teils einen Elektromotor, der, wenn er mit Batteriestrom betrieben werden kann, von der Fahrleitung unabhängig ist. Früher waren auch Benzinmotoren üblich. Sie bilden eine besondere Gattung von Lokomotiven. Kleiner als Rangierlokomotiven, können sie einzelne Bahnwagen und kurze Hilfszüge führen oder auch alleine fahren. Je nach Größe und Ausstattung sind sie entweder nur als Zugfahrzeug geeignet oder erlauben den Transport von Unterhaltstrupps und von Arbeitsmaterial. Einige Bauformen sind speziell für den Einsatz von Baudiensten auf Eisenbahnstrecken ausgelegt, wozu sie wahlweise über Personalkabinen, Lastbrücken und nach Bedarf weitere Einrichtungen wie zum Beispiel Hebebühnen oder hydraulische Kräne verfügen. Die leichten Schienenfahrzeuge eignen sich auch für Inspektionsfahrten. Wenn sie neben den Eisenbahnrädern zusätzlich mit pneubereiften Rädern ausgerüstet sind, kann man sie auch als Zweiwegefahrzeug außerhalb des Schienenbereichs benutzen.
In Deutschland und Österreich werden als Traktoren Fahrzeuge bezeichnet, die kleiner sind als Kleinlokomotiven, z. B. schienengängige Straßentraktoren oder die Breuer-Lokomotoren. Demgegenüber werden in der Schweiz auch die Kleinlokomotiven selbst als Traktoren bezeichnet. Wiewohl es keine exakte Abgrenzung zwischen Schienentraktoren und Rangierlokomotiven gibt, sind Traktoren einfacher gebaut und durften – im Unterschied zu Rangierlokomotiven – oft von Stationspersonal mit Zusatzausbildung geführt werden.

## Deutschland und Österreich
Kleine Traktoren werden benutzt, 
- um in Bahnbetriebswerken die zu revidierenden Wagen an die Arbeitsstationen zu führen,
- um auf mittelgroßen und kleinen Bahnhöfen mit Güterwagen zu manövrieren,
- zur Beförderung von Reise- und Güterzügen auf Park-, Feld- und Waldbahnen, in Deutschland weitverbreitet.

## Schweiz

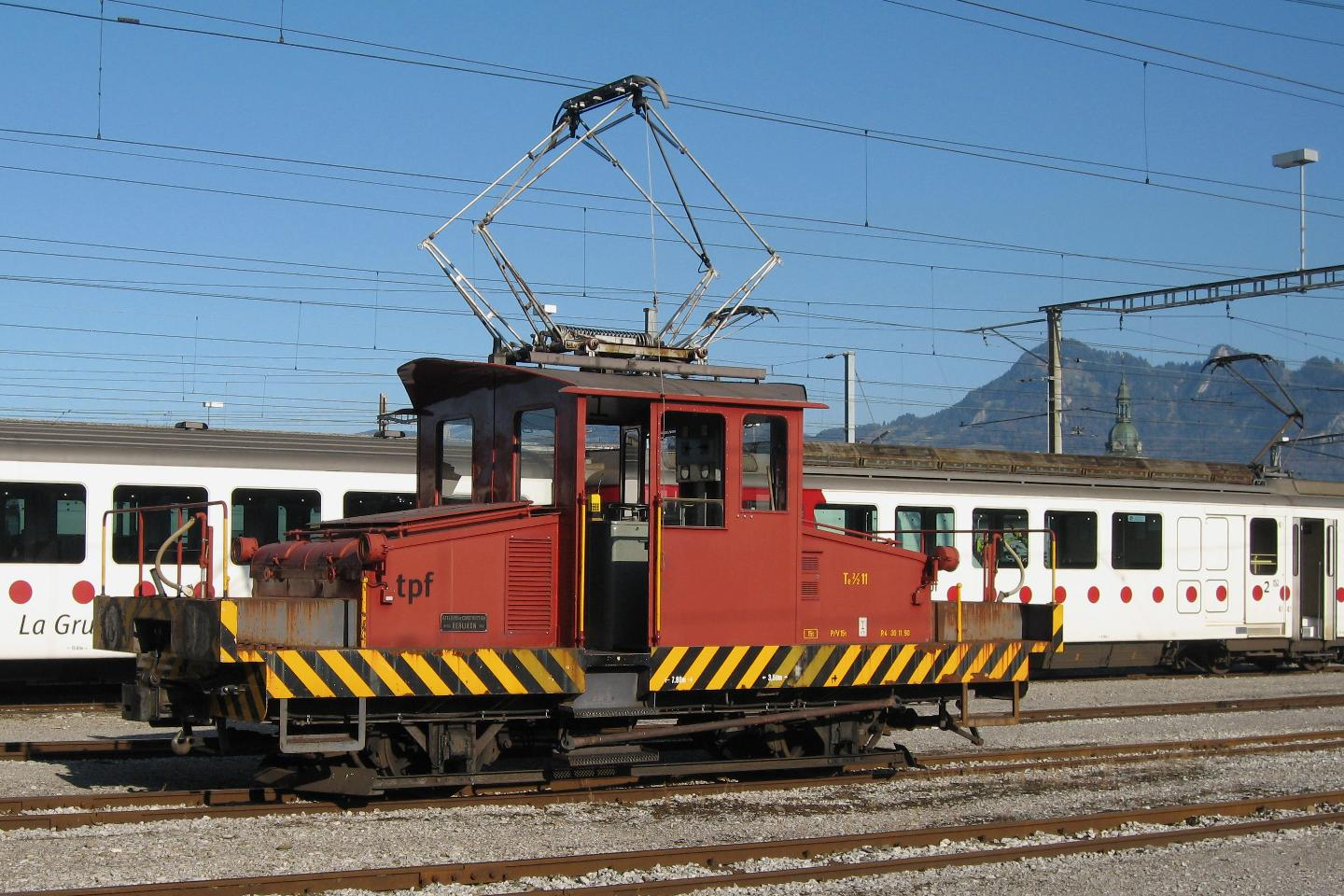
Traktor Te 2/2 11 der tpf in Bulle

In der Schweiz werden praktisch alle zweiachsigen Lokomotiven (ausgenommen Zahnradlokomotiven) als Traktoren bezeichnet; sie tragen die folgenden Typenbezeichnungen:
- Te für Traktoren mit elektrischem Antrieb, der aus der Fahrleitung gespeist wird
- Ta für Traktoren mit elektrischem Antrieb, der aus Akkumulatoren gespeist wird (vor allem im Werkstättenbereich anzutreffen)
- Tm für Traktoren mit thermischem Antrieb (Dieselmotor oder Benzinmotor)
- Tem für elektrische Traktoren für Fahrleitungsbetrieb oder Verbrennungsmotor mit Generator
- Tea für elektrische Traktoren mit einem zusätzlichen Akkumulator

Einige Bahngesellschaften schreiben zusätzlich das Achsverhältnis nach der Typenbezeichnung, also Ta 1/2 für einen Akkumulatortraktor mit einer angetriebenen Achse oder Tm 2/2, wenn beide Achsen des Dieseltraktors angetrieben sind. Vereinzelte Traktoren mit mehr als zwei Achsen gab oder gibt es bei der BLS mit den Te 2/3 31 und 32, bei der Sihltal-Zürich-Uetliberg-Bahn (SZU) mit dem Tm 236 508 und den Freiburgischen Verkehrsbetrieben (tpf) mit den schmalspurigen Te 4/4 13 und 14. Es gibt auch vereinzelte Zweiwegefahrzeuge die als Tm bezeichnet werden.
Traktoren werden für viele Rangieraufgaben eingesetzt sowie für den Baudienst, um die Baustellen zu erreichen und leichtere Bauzüge zu führen. Für viele Baudiensttraktoren sind auch Schneepflüge vorhanden, die im Winter montiert werden können.

## Weitere Länder
Schienentraktoren waren auch bei den Danske Statsbaner (unter anderem Breuer Lokomotore) und bei der finnischen VR-Yhtymä (unter anderem Baureihen VR Tka2 und VR Tka3) eingesetzt. 